# برنارد جيرت
برنارد جيرت (بالإنجليزية: Bernard Gert)‏ هو فيلسوف أمريكي، ولد في 16 أكتوبر 1934 في سينسيناتي في الولايات المتحدة، وتوفي في 24 ديسمبر 2011 في تشابل هيل في الولايات المتحدة.